# 벌칙
벌칙(罰則)은 행정범에 대한 형사처벌을 규정한 규칙이다.
징역, 벌금등이 부과되는 것이 형법상형벌과 다를 것이 없지만 형법에서 규정하지 않고 행정법에서 규정하는 것이 다른 데 형법상형벌과 달리 과태료가 부과되기도 한다.
벌칙은 해당 법률의 총칙, 본칙, 보칙과 부칙사이에 배열된다.
형법에 모든 범죄를 배열하기는 범죄행위가 너무 많기 때문에 각 위법행위의 성격을 가지는 행정법에서 해당 범죄를 행정범으로 규정하는 것처럼 그 행정법들에서 벌칙으로서 해당 행정범에 대한 형벌을 규정하고 있는 것이다.
행정법이라는 단일 법률이 없이 행정법으로 분류되는 법률에서 다루는 것이 특징이다.

## 벌칙에서 규정한 사항
- 해당 법률의 규정을 위반하였을 경우에 부과되는 형벌(주로 징역이나 벌금)
- 해당 법률의 규정을 위반하였을 경우에 부과되는 과태료의 금액
- 해당 법률의 규정을 위반하였을 경우에 부과되는 과징금의 금액
- 해당 법률의 규정을 위반하였을 경우에 부과되는 개인과 법인의 양벌규정

## 벌칙의 예
가령 여권법 제25조에
다음 각 호의 어느 하나에 해당하는 사람은 2년 이하의 징역 또는 500만원 이하의 벌금에 처한다.
1. 제16조제2호(제14조제3항에 따라 준용되는 경우를 포함한다)를 위반하여 다른 사람 명의의 여권 등을 사용한 사람
2. 제16조제3호(제14조제3항에 따라 준용되는 경우를 포함한다)를 위반하여 사용하게 할 목적으로 여권 등을 다른 사람에게 양도·대여하거나 이를 알선한 사람
고 규정되어 있는 데 여권법 제14조와 제16조는 다음과 같다.
여권법제14조(여권을 갈음하는 증명서)
①외교통상부장관은 국외 체류 중에 여권을 잃어버린 사람으로서 여권의 발급을 기다릴 시간적 여유가 없는 사람 등 대통령령으로 정하는 사람에게 여행목적지가 기재된 여권을 갈음하는 증명서(이하 “여행증명서”라 한다)를 발급할 수 있다.
②여행증명서의 유효기간은 1년 이내로 하되, 그 여행증명서의 발급 목적을 이루면 그 효력을 잃는다.
③여행증명서의 발급과 효력에 관하여는 제7조부터 제10조까지, 제12조, 제13조와 제16조부터 제18조까지의 규정을 준용한다.<개정 2009.10.19>
여권법제16조(여권의 부정한 발급·행사 등의 금지) 누구든지 다음 각 호에 해당하는 행위를 하여서는 아니 된다.
1.여권의 발급이나 재발급을 받기 위하여 제출한 서류에 거짓된 사실을 적거나 그 밖의 부정한 방법으로 여권의 발급·재발급을 받는 행위나 이를 알선하는 행위
2.다른 사람 명의의 여권을 사용하는 행위
3.사용하게 할 목적으로 여권을 다른 사람에게 양도·대여하거나 이를 알선하는 행위
4.사용할 목적으로 다른 사람 명의의 여권을 양도받거나 대여받는 행위
5.채무이행의 담보로 여권을 제공하거나 제공받는 행위
이에 따라 <다른 사람 명의의 여권을 사용하는 행위>와 <사용하게 할 목적으로 여권을 다른 사람에게 양도·대여하거나 이를 알선하는 행위>는 범죄로서 2년 이하의 징역 또는 500만원 이하의 벌금을 받게 되는 것이다.

## 벌칙을 규정하여 해당 벌칙으로 행정범에 대한 형벌을 부과하는 법률
- 가정의례에 관한 법률
- 가정폭력범죄의 처벌등에 관한 특례법
- 개항질서법
- 건설기계관리법
- 건설산업기본업법
- 건축법
- 건축사법
- 계량 및 측정에 관한 법률
- 고압가스안전관리법
- 골재채취법
- 공업배치 및 공장설립에 관한 법률
- 공연법
- 공유수면관리법
- 공유수면매립법
- 공중위생법
- 공직선거 및 선거부정방지법
- 관광진흥법
- 관세법
- 광업법
- 교통사고처리특례법
- 국가기술자격법
- 국유재산법
- 국토이용관리법
- 근로기준법
- 기부금품모집규제법
- 남녀고용평등법
- 내수면어업개발촉진법
- 노동조합 및 노동관계조정법
- 농지법
- 담배사업법
- 대기환경보전법
- 대마관리법
- 대외무역법
- 도로교통법
- 도로법
- 도시계획법
- 도시공원법
- 독점규제 및 공정거래에 관한 법률
- 마약법
- 먹는물관리법
- 매장및 묘지등에 관한 법률
- 문화재보호법
- 물가안정에 관한 법률
- 미성년자보호법
- 민사소송법
- 법무사법
- 변호사법
- 병역법
- 보건범죄단속에 관한 특별조치법
- 부동산등기특별조치법
- 부동산소유이전 등기에 관한 특별조치법
- 부동산중개업법
- 부정경쟁방지법
- 부정수표단속법
- 사행행위 등 규제 및 처벌특례법
- 산림법
- 산업안전보건법
- 상법
- 상표법
- 상품권법
- 상호신용금고법
- 석유사업법
- 선박법
- 선박안전법
- 선박직원법
- 선원법
- 성폭력범죄의 처벌 및 피해자보호등에 관한 법률
- 세무사법
- 소방법
- 소음진동규제법
- 수도법
- 수산업법
- 수질환경보전법
- 승강기제조 및 관리에 관한 법률
- 식품위생법
- 신용정보의 이용 및 보호에 관한 법률
- 실용신안법
- 아동복지법
- 액화석유가스의 안전 및 사업관리법
- 약사법
- 양곡관리법
- 어선법
- 에너지이용합리화법
- 여권법
- 여객자동차운수사업법
- 여신전문금융법
- 염관리법
- 오수.분뇨및 축산폐수의 처리에 관한 법률
- 옥외광고물등 관리법
- 외국환관리법
- 유선 및 도선사업법
- 우편법
- 유선방송관리법
- 유통산업발전법
- 유해화학물질관리법
- 윤락행위 등 방지법
- 음반및 비디오물에 관한 법률
- 의료기사등에 관한 법률
- 의료법
- 의장법
- 인장업법
- 임대주택법
- 자동차관리법
- 자동차손해배상보장법
- 자동차운수사업법
- 자연공원법
- 저작권법
- 전기용품안전관리법
- 전염병예방법
- 전투경찰대설치법
- 전파법
- 정보통신공사업법
- 조세범처벌법
- 조수보호및 수렵에 관한 법률
- 주민등록법
- 주차장법
- 주택건설촉진법
- 증권거래법
- 지방배정법
- 지방세법
- 직업안정법
- 집회및 시위에 관한 법률
- 철도법
- 청소년보호법
- 체육시설의 설치.이용에 관한 법률
- 총포.도검.화약류단속법
- 최저임금법
- 축산물가공처리법
- 출입국관리법
- 측량법
- 컴퓨터프로그램보호법
- 특정범죄가중처벌에 관한 법률
- 특정경제범죄가중처벌에 관한 법률
- 특허법
- 폐기물관리법
- 폭력행위등 처벌에 관한 법률
- 품질경영촉진법
- 풍속영업의 규제에 관한 법률
- 하천법
- 학원의 설립.운영에 관한 법률
- 한국마사회법
- 해상교통안전법
- 항만법
- 항만운송사업법
- 해양오염방지법
- 해외이주법
- 행정사법
- 향정신성의약품관리법
- 향토예비군설치법
- 화물자동차운수사업법
- 화염병사용등의 처벌에 관한 법률

## 같이 보기
- 형법
- 행정법
- 형벌
- 행정범